# Charlie Maxwell
Charlie Maxwell (Lawton, Michigan; 8 de abril de 1927 – Paw Paw, Michigan; 27 de diciembre de 2024) fue un beisbolista estadounidense que jugó 14 temporadas con cuatro equipos en la posición de outfielder y jugó en dos ediciones del Juego de Estrellas de las Grandes Ligas de Béisbol. Antes de su muerte era el beisbolista más viejo con vida de los Detroit Tigers, Boston Red Sox y Chicago White Sox.

## Carrera
A nivel universitario jugó para Western Michigan Broncos en la posición de pitcher, donde llegó a ponchar a 15 bateadores en un partido en 1945. En su año de novato fue enlistado en el Ejército de los Estados Unidos donde fue sargento de infantería en los campos del sur del país. Cuando terminó de hacer su servicio militar obligatorio pasó a jugar béisbol aficionado.
En 1947 pasó a formar parte del sistema de ligas menores de los Boston Red Sox, donde fue movido de posición de outfielder por sus problemas de control de lanzamientos pero que tenía un brazo fuerte.
Luego de tres temporadas vagando entre equipos de ligas menores, Maxwell fue llamado por los Boston Red Sox para la última semana de la temporada de 1950, donde tuvo su debut el 20 de septiembre de 1950 donde llegó a jugar en tres partidos donde no conectó de hit y recibió un base por bolas en nueve turnos al bat. Con Ted Williams como outfielder, Maxwell tuvo pocos partidos con los Red Sox, teniendo apariciones principalmente como bateador emergente.
El promedio de bateo de Maxwell en 1951 fue de apenas .188 (15 hits en 80 turnos al bat), tres de esos hits fueron cuadrangulares ante Bob Feller, Bob Lemon y Satchel Paige. En la segunda mitad de la temporada, Maxwell fue enviado al equipo filial Double-A Louisville Colonels, donde su promedio de bateo fue de .255 en 40 partidos.
En marzo de 1952 Maxwell tuvo la opción de volver a jugar en Louisville. Tuvo un promedio de bateo de .272 con 21 cuadrangulares y 85 RBIs con los Colonels en 1952. También registró una marca personal de 102 bases por bola recibidas y su promedio de embase fue de .410. Jugó en ocho partidos con Boston en junio de 1952 donde solo conectó un hit en 15 apariciones al bat.
En febrero de 1953 Maxwell volvió a recibir la opción de jugar en Louisville. Jugó toda la temporada de 1953 con los Colonels donde su promedio de bateo fue de .305, .405 de embase, 93 bases por bola, 23 cuadrangulares y 107 RBIs. Al finalizar la temporada Maxwell fue seleccionado para el equipo de la American Association All-Star.
La gran participación de Maxwell en Louisville se combinó con la rotura de cuello de Ted Williams para que Maxwell regresara a Boston para la temporada de 1954. A mediados de mayo, Williams regresó a la alineación y Maxwell volvió a ser suplente. Maxwell jugó en 74 partidos con los Red Sox en 1954, 12 como titular en el jardín izquierdo, pero su promedio de bateo fue de apenas .250. Al finalizar la temporada los Red Sox vendieron a Maxwell a los Baltimore Orioles como parte del cambio para adquirir a Sam Mele en los Red Sox. Maxwell solo jugó en cuatro partidos con los Orioles, donde no conectó hits en cuatro turnos al bat.
El 9 de mayo de 1955 Maxwell fie adquirido por los Detroit Tigers de la lista de waivers por $10,000. En la temporada de 1955 fue el suplente de Jim Delsing. Maxwell jugó en 55 partidos con los Tigers, 23 como titular en el jardín izquierdo.
A inicios de la temporada de 1956 Maxwell pasó a jugar en la posición de Delsing en los Tigers ya que lo cambiaron al jardín derecho por la falta de jugadores. Pasó a ser un jugador titular en los Tigers, donde Maxwell jugó en 141 partidos (130 como titular en el jardín izquierdo) y en 1956 tuvo su primera aparición en el Juego de las Estrellas. En esa temporada, Maxwell lideró varias estadísticas ofensivas de la American League (AL) con .534 de porcentaje de slugging (tercer lugar de la liga detrás de Mickey Mantle y Ted Williams); promedio de bateo de .326 (cuarto de la AL detrás de Mantle, Williams y su compañero de equipo Harvey Kuenn); .414 de promedio de embase (cuarto en la AL); 96 carreras anotadas (cuarto en la AL); 28 cuadrangulares (5° en la AL); y 87 RBI (quinto en la AL). Maxwell también destacó a la defensiva con un promedio defensivo de .987. Su 28 cuadrangulares en 1956 fue el récord del equipo de Detroit para una sola temporada para un bateador zurdo (récord que ya no tiene). El 4 de octubre de 1956 Maxwell volvió a su ciudad de Paw Paw por el Charlie Maxwell Day, donde tuvo una cena en su honor, un desfile y la presentación de la llave de la ciudad.
En 1957 Maxwell volvió a ser seleccionado para el Juego de las Estrellas. Solo cometió cuatro errores a la defensiva en 1956 y solo uno en 1957 en 300 oportunidades. Fue el líder de la American League entre los outfielders con un promedio defensivo de .997, y su rango de 2.36 fue 0.39 superior al promedio del resto de los jugadores de su posición. Maxwell mantuvo su buen nivel ofensivo en 1957 a pesar de que su promedio de bateo bajó a .276, su porcentaje de embase fue de .377 (octavo mejor en la AL) y 24 cuadrangulares (séptimo en la AL).
El nivel de Maxwell bajó en 1958, (13 cuadrangulares y 65 RBIs), por lo que los Tigers adquirieron al veterano Larry Doby para reemplazar a Maxwell en 1959, pero el promedio de bateo de Doby solo fue de .218 en 18 partidos y fue cambiado el 13 de mayo de 1959, por lo que Maxwell volvió a ser titular. Maxwell tuvo sus mejores números de carrera en 1959 con 31 cuadrangulares (cuarto en la AL) y 95 RBI (quinto en la AL).
En 1960 el promedio de bateo de Maxwell bajó a .237, pero se mantuvo fuerte con 24 cuadrangulares y 84 RBI. Cinco de sus 24 cuadrangulares en 1960 fueron en extra innings, con lo que se convirtió en el primer jugador en la historia de la MLB en conectar cinco cuadrangulares e extra-innings en una misma temporada. Después Nelson Cruz empató esa marca en 2010. Maxwell seguía bien a la defensiva en 1960, donde lideró la American League entre los outfielders en porcentaje defensivo por segunda ocasión en su carrera. Solo cometió un error en 1,000 innings en el jardín izquierdo, para un porcentaje defensivo de .996.
Maxwell se ganó el apodo de "Sunday Charlie", y de "Sabbath Slugger" debido a que la mayoría de sus cuadrangulares eran en día domingo. El apodo nació en 1959 cuando Maxwell conectó 12 de sus 31 cuadrangulares (38.7%) en domingo. Su mejor partido en día domingo fue el 3 de mayo de 1959 en una doble tanda contra los New York Yankees ante 43,438 espectadores. Luego de no haber jugado por 10 días por un dedo roto, Maxwell regresó para batear cuatro cuadrangulares consecutivos: el primero solitario ante Don Larsen en la séptima entrada del primer partido; uno de dos carreras ante Duke Maas en la primera entrada del segundo partido; uno de tres carreras ante Johnny Kucks en la cuarta entrada del segundo partido; y el último ante Zach Monroe en solitario en la séptima entrada. Con su actuación, los espectadores describieron lo que pasó como "pandemonio." Luego se le unieron Ted Williams Bill Nicholson, Hank Greenberg, Jimmy Foxx y Lou Gehrig como los únicos de la era moderna en conectar cuatro cuadrangulares de manera consecutiva. Como si fuera una maldición en su carrera, Maxwell conectó 40 de sus 148 cuadrangulares (27%) el día domingo, algo que para él no tenía explicación.
Maxwell también fue conocido como "Ol' Paw Paw" (por su ciudad natal) y "Sunday Punch" por el anunciador de los Detroit Tigers Van Patrick. En algunas ocasiones fue conocido como "The People's Choice" por ser amigable con los aficionados y con los niños antes de los partidos (conocidos como Knothole Gang) sentados en el jardín izquierdo los días sábado.
En 1961 Rocky Colavito tomó el lugar de Maxwell en el jardín izquierdo. Colavito conectó 45 cuadrangulares y tuvo 140 RBI, mientras que Maxwell pasó a ocupar un rol de bateador emergente. A inicios de 1962 season Maxwell apenas tuvo un promedio de bateo de .194 en 30 partidos. El 25 de junio de 1962 los Tigers cambiaron a Maxwell a los Chicago White Sox. Maxwell estaba reviviendo su temporada con los White Sox en 1962, donde su promedio de bateo para agosto fue de .352, además de tener una racha de 13 partidos conectando al menos un hit, la racha más larga del equipo en la temporada. Maxwell terminaría la temporada con un promedio de bateo de .296 en 1962 con nueve cuadrangulares. Maxwell continuó con la tendencia de "Sunday Charlie" en los White Sox, ya que cinco de sus nueve cuadrangualres cayeron en día domingo, tres de ellos en un partido en julio. 
En 1963 Maxwell jugó en 71 partidos con los White Sox, 23 de ellos como titular en el jardín izquierdo, 12 como titular en la primera base y el resto como bateador emergente. Su promedio de bateo bajó a .231 pero tenía habilidad para recibir bases por bola (31 en 1963) y su porcentaje de embase fue de .370.
En 1964 Maxwell solo tuvo dos apariciones al bat como bateador emergente donde no conectó de hit. Su último partido lo jugó con 37 años el 26 de abril de 1964, and siendo colocado en la lista de waivers el 11 de mayo de 1964.
A Maxwell le ofrecieron un trabajo en los White Sox como instructor de bateo en las ligas menores pero la rechazó, ya que decidió regresar a su ciudad natal Paw Paw, Michigan.

## Vida personal
Maxwell se casó en junio de 1950 con Ann Fulcher del Roanoke, Virginia. Estuvo casado por 70 años y tuvo cuatro hijos: Charles Richard Jr. (nacido en 1951), Jeffrey (nacido en 1954), Cindy (nacida en 1956) y Kelle (nacida en 1967). Maxwell vivió por varios años en el Lago Maple en Paw Paw, Michigan.
Luego de retirarse en 1964, en septiembre de 1964 Maxwell fue contratado como vendedor para Cal-Die Casting Co. en Kalamazoo. Después trabajó como representante de ventas para Hayes-Albion Corp. y Paramount Diecasting, compañías que distribuían autopartes.
En 1997 Maxwell fue seleccionado miembro del Michigan Sports Hall of Fame. La Village of Paw Paw Historical Commission conmemoró el "Charlie Maxwell Days" el 7 y 8 de agosto de 2010, donde se recordaba la carrera de Maxwell, un monumento de piedra en su honor, una recepción pública, un desfile y el cambio del nombre del campo de béisbol local por el de "Charlie Maxwell Field". Maxwell también fue mánager honorario de los Paw Paw Corkers para un partido ante los House of David Echoes.
La Paw Paw Brewing Company promocionó la "Mr. Sunday Hopped Up Amber Ale" con relación al apodo de Maxwell.
La esposa de Maxwell murió en 2021.